# Les Sabots d'Hélène
Pour l'album, voir Les Sabots d'Hélène (album).
Pistes de Les Sabots d'Hélène
Chanson pour l'Auvergnat
Les Sabots d'Hélène est une chanson de Georges Brassens parue en 1954 en ouverture de son troisième album Les Sabots d'Hélène, auquel elle donne son titre.

## Analyse
Dans cette chanson, Brassens évoque le fait que, chez n'importe quelle femme, y compris la plus modeste ou la plus humble, on peut trouver de la bonté, de la joie de vivre, de l'aide et de l'amour. Lui-même est tombé amoureux de cette Hélène, qui, bien que venant de la campagne, se révèle être une femme admirable, digne d'intérêt et d'amour.
Les paroles font allusion à la chanson populaire En passant par la Lorraine.

## Reprises et adaptations
En 2013, le groupe Les Ogres de Barback édite une reprise des Sabots d'Hélène sur l'album pour enfants Pitt Ocha et la Tisane de couleurs.
En 2014, le groupe franco-allemand Mannijo reprend les deux chansons En passant par la Lorraine et Les Sabots d'Hélène en une seule, sur l'album Café-Klatsch.